# Ian Fletcher
Ian Fletcher (Adelaide, 1º dicembre 1948) è un ex tennista australiano.

## Carriera
In carriera ha vinto 3 titoli di doppio. Nei tornei del Grande Slam ha ottenuto il suo miglior risultato raggiungendo le semifinali di doppio agli Australian Open nel 1974.

## Statistiche

### Doppio

#### Vittorie (3)
| Numero | Anno | Torneo                      | Superficie | Compagno       | Avversari in finale                 | Punteggio     |
| 1.     | 1973 | Jakarta Open, Giacarta      |            | Mike Estep     | John Newcombe Allan Stone           | 7-5, 6-4      |
| 2.     | 1974 | ATP Birmingham, Birmingham  | Sintetico  | Sandy Mayer    | Nicholas Kalogeropoulos Iván Molina | 4–6, 7–6, 6–1 |
| 3.     | 1975 | Hampton Grand Prix, Hampton | Sintetico  | Ian Crookenden | Karl Meiler Jan Písecký             | 6–2, 6–7, 6–4 |